# Izlandi férfi kézilabda-bajnokság (első osztály)
Az N1 deild a legmagasabb osztályú izlandi férfi kézilabda-bajnokság. A bajnokságot 1940 óta rendezik meg. Jelenleg tizenkét csapat játszik a bajnokságban, a legeredményesebb klub a Valur Reykjavík, a címvédő a Fram Reykjavík.

## Kispályás bajnokságok
| Év   | 1. hely                                           | 2. hely                                           | 3. hely                                           |
| ---- | ------------------------------------------------- | ------------------------------------------------- | ------------------------------------------------- |
| 1940 | Valur Reykjavík                                   | IH Háskólans                                      | Haukar Hafnarfjörður                              |
| 1941 | Valur Reykjavík                                   | Víkingur Reykjavík                                | Haukar Hafnarfjörður ÍR Reykjavík                 |
| 1942 | Valur Reykjavík                                   | Víkingur Reykjavík                                | KR Reykjavík                                      |
| 1943 | Haukar Hafnarfjörður                              | Valur Reykjavík                                   | Víkingur Reykjavík Ármann Reykjavík               |
| 1944 | Valur Reykjavík                                   | Haukar Hafnarfjörður                              | Fram Reykjavík KR Reykjavík                       |
| 1945 | Ármann Reykjavík                                  | Valur Reykjavík                                   | ÍR Reykjavík                                      |
| 1946 | ÍR Reykjavík                                      | Haukar Hafnarfjörður                              | Ármann Reykjavík Fram Reykjavík                   |
| 1947 | Valur Reykjavík                                   | ÍR Reykjavík                                      | KR Reykjavík Víkingur Reykjavík                   |
| 1948 | Valur Reykjavík                                   | Ármann Reykjavík                                  | ÍR Reykjavík                                      |
| 1949 | Ármann Reykjavík                                  | ÍR Reykjavík                                      | Valur Reykjavík                                   |
| 1950 | Fram Reykjavík                                    | Valur Reykjavík                                   | ÍR Reykjavík                                      |
| 1951 | Valur Reykjavík                                   | Ármann Reykjavík                                  | Víkingur Reykjavík                                |
| 1952 | Ármann Reykjavík                                  | Valur Reykjavík                                   | Víkingur Reykjavík                                |
| 1953 | Ármann Reykjavík                                  | Valur Reykjavík                                   | ÍR Reykjavík                                      |
| 1954 | Ármann Reykjavík                                  | Fram Reykjavík                                    | KR Reykjavík                                      |
| 1955 | Valur Reykjavík                                   | Ármann Reykjavík                                  | Þróttur Reykjavík                                 |
| 1956 | FH Hafnarfjörður                                  | KR Reykjavík                                      | Valur Reykjavík                                   |
| 1957 | FH Hafnarfjörður                                  | KR Reykjavík                                      | ÍR Reykjavík                                      |
| 1958 | KR Reykjavík                                      | ÍR Reykjavík                                      | FH Hafnarfjörður                                  |
| 1959 | FH Hafnarfjörður                                  | KR Reykjavík                                      | ÍR Reykjavík                                      |
| 1960 | FH Hafnarfjörður                                  | KR Reykjavík                                      | ÍR Reykjavík                                      |
| 1961 | FH Hafnarfjörður                                  | Fram Reykjavík                                    | KR Reykjavík                                      |
| 1962 | Fram Reykjavík                                    | FH Hafnarfjörður                                  | ÍR Reykjavík                                      |
| 1963 | Fram Reykjavík                                    | Víkingur Reykjavík                                | FH Hafnarfjörður                                  |
| 1964 | Fram Reykjavík                                    | FH Hafnarfjörður                                  | Ármann Reykjavík                                  |
| 1965 | FH Hafnarfjörður                                  | Fram Reykjavík                                    | KR Reykjavík                                      |
| 1966 | FH Hafnarfjörður                                  | Fram Reykjavík                                    | Valur Reykjavík                                   |
| 1967 | Fram Reykjavík                                    | FH Hafnarfjörður                                  | Haukar Hafnarfjörður                              |
| 1968 | Fram Reykjavík                                    | Haukar Hafnarfjörður                              | FH Hafnarfjörður                                  |
| 1969 | FH Hafnarfjörður                                  | Fram Reykjavík                                    | Haukar Hafnarfjörður                              |
| 1970 | Fram Reykjavík                                    | Haukar Hafnarfjörður                              | FH Hafnarfjörður                                  |
| 1971 | FH Hafnarfjörður                                  | Valur Reykjavík                                   | Fram Reykjavík                                    |
| 1972 | Fram Reykjavík                                    | FH Hafnarfjörður                                  | Valur Reykjavík                                   |
| 1973 | Valur Reykjavík                                   | Fram Reykjavík                                    | FH Hafnarfjörður                                  |
| 1974 | FH Hafnarfjörður                                  | Valur Reykjavík                                   | Fram Reykjavík                                    |
| 1975 | Víkingur Reykjavík                                | Valur Reykjavík                                   | FH Hafnarfjörður                                  |
| 1976 | FH Hafnarfjörður                                  | Valur Reykjavík                                   | Fram Reykjavík                                    |
| 1977 | Valur Reykjavík                                   | Víkingur Reykjavík                                | FH Hafnarfjörður                                  |
| 1978 | Valur Reykjavík                                   | Víkingur Reykjavík                                | Haukar Hafnarfjörður                              |
| 1979 | Valur Reykjavík                                   | Víkingur Reykjavík                                | FH Hafnarfjörður                                  |
| 1980 | Víkingur Reykjavík                                | FH Hafnarfjörður                                  | Valur Reykjavík                                   |
| 1981 | Víkingur Reykjavík                                | Þróttur Reykjavík                                 | Valur Reykjavík                                   |
| 1982 | Víkingur Reykjavík                                | FH Hafnarfjörður                                  | Þróttur Reykjavík                                 |
| 1983 | Víkingur Reykjavík                                | KR Reykjavík                                      | FH Hafnarfjörður                                  |
| 1984 | FH Hafnarfjörður                                  | Víkingur Reykjavík                                | Valur Reykjavík                                   |
| 1985 | FH Hafnarfjörður                                  | Valur Reykjavík                                   | Víkingur Reykjavík                                |
| 1986 | Víkingur Reykjavík                                | Valur Reykjavík                                   | UMF Stjarnan                                      |
| 1987 | Víkingur Reykjavík                                | Breiðablik Kópavogur                              | FH Hafnarfjörður                                  |
| 1988 | Valur Reykjavík                                   | FH Hafnarfjörður                                  | Víkingur Reykjavík                                |
| 1989 | Valur Reykjavík                                   | KR Reykjavík                                      | UMF Stjarnan                                      |
| 1990 | FH Hafnarfjörður                                  | Valur Reykjavík                                   | UMF Stjarnan                                      |
| 1991 | Valur Reykjavík                                   | Víkingur Reykjavík                                | ÍB Vestmannæyjer                                  |
| 1992 | FH Hafnarfjörður                                  | UMF Selfoss                                       | Víkingur Reykjavík                                |
| 1993 | Valur Reykjavík                                   | FH Hafnarfjörður                                  | UMF Stjarnan                                      |
| 1994 | Valur Reykjavík                                   | Haukar Hafnarfjörður                              | UMF Selfoss                                       |
| 1995 | Valur Reykjavík                                   | KA Akureyri                                       | Víkingur Reykjavík                                |
| 1996 | Valur Reykjavík                                   | KA Akureyri                                       | FH Hafnarfjörður                                  |
| 1997 | KA Akureyri                                       | UMFA Mosfellsbær                                  | Haukar Hafnarfjörður                              |
| 1998 | Valur Reykjavík                                   | Fram Reykjavík                                    | KA Akureyri                                       |
| 1999 | UMFA Mosfellsbær                                  | FH Hafnarfjörður                                  | Haukar Hafnarfjörður                              |
| 2000 | Haukar Hafnarfjörður                              | Fram Reykjavík                                    | UMFA Mosfellsbær                                  |
| 2001 | Haukar Hafnarfjörður                              | KA Akureyri                                       | UMFA Mosfellsbær                                  |
| 2002 | KA Akureyri                                       | Valur Reykjavík                                   | Haukar Hafnarfjörður                              |
| 2003 | Haukar Hafnarfjörður                              | ÍR Reykjavík                                      | Valur Reykjavík                                   |
| 2004 | Haukar Hafnarfjörður                              | Valur Reykjavík                                   | ÍR Reykjavík                                      |
| 2005 | Haukar Hafnarfjörður                              | ÍB Vestmannæyjer                                  | ÍR Reykjavík                                      |
| 2006 | Fram Reykjavík                                    | Haukar Hafnarfjörður                              | Valur Reykjavík                                   |
| 2007 | Valur Reykjavík                                   | HK Kópavogur                                      | Fram Reykjavík                                    |
| 2008 | Haukar Hafnarfjörður                              | HK Kópavogur                                      | Valur Reykjavík                                   |
| 2009 | Haukar Hafnarfjörður                              | Valur Reykjavík                                   | HK Kópavogur                                      |
| 2010 | Haukar Hafnarfjörður                              | Valur Reykjavík                                   | Akureyri HF                                       |
| 2011 | FH Hafnarfjörður                                  | Akureyri HF                                       | Fram Reykjavík                                    |
| 2012 | HK Kópavogur                                      | FH Hafnarfjörður                                  | Haukar Hafnarfjörður                              |
| 2013 | Fram Reykjavík                                    | Haukar Hafnarfjörður                              | FH Hafnarfjörður                                  |
| 2014 | ÍB Vestmannæyjer                                  | Haukar Hafnarfjörður                              | Valur Reykjavík                                   |
| 2015 | Haukar Hafnarfjörður                              | UMFA Mosfellsbær                                  | Valur Reykjavík                                   |
| 2016 | Haukar Hafnarfjörður                              | UMFA Mosfellsbær                                  | Valur Reykjavík                                   |
| 2017 | Valur Reykjavík                                   | FH Hafnarfjörður                                  | UMFA Mosfellsbær                                  |
| 2018 | ÍB Vestmannæyjer                                  | FH Hafnarfjörður                                  | UMF Selfoss                                       |
| 2019 | UMF Selfoss                                       | Haukar Hafnarfjörður                              | Valur Reykjavík                                   |
| 2020 | A koronavírus-járvány miatt nem avattak bajnokot. | A koronavírus-járvány miatt nem avattak bajnokot. | A koronavírus-járvány miatt nem avattak bajnokot. |
| 2021 | Valur Reykjavík                                   | Haukar Hafnarfjörður                              | UMF Stjarnan                                      |
| 2022 | Valur Reykjavík                                   | ÍB Vestmannæyjer                                  | Haukar Hafnarfjörður                              |
| 2023 | ÍB Vestmannæyjer                                  | Haukar Hafnarfjörður                              | FH Hafnarfjörður                                  |
| 2024 | FH Hafnarfjörður                                  | UMFA Mosfellsbær                                  | Valur Reykjavík                                   |
| 2025 | Fram Reykjavík                                    | Valur Reykjavík                                   | FH Hafnarfjörður                                  |

## Lásd még
- Izlandi női kézilabda-bajnokság (első osztály)